# 孫達爾瑟拉

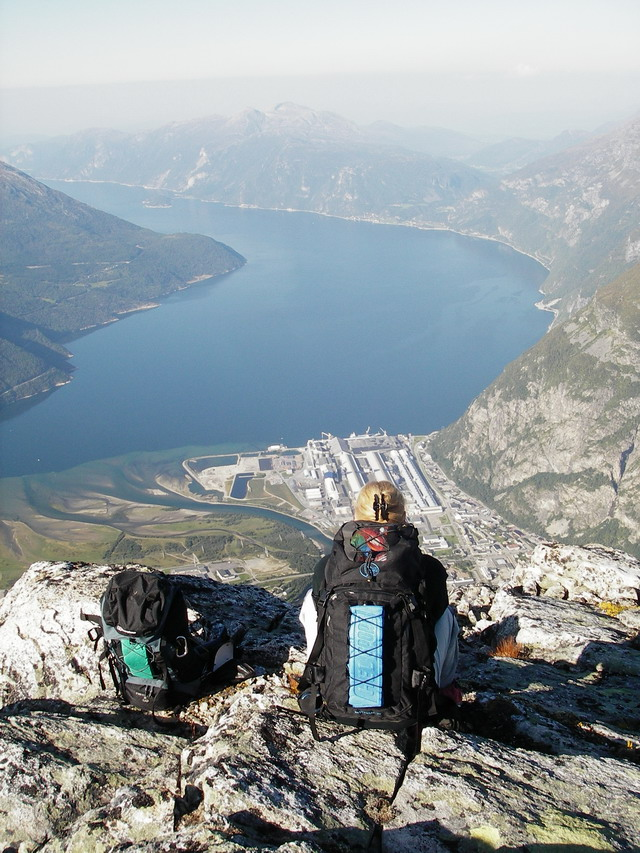

孫達爾瑟拉（挪威語：Sunndalsøra）是挪威默勒-魯姆斯達爾郡的城鎮，位於該國西南部，面積3.79平方公里，海拔高度0.5米，主要經濟活動有農業和工業，2011年人口4,208，人口密度為每平方公里1,110.3人。